# Залукодес
Залукодес (рос. Залукодес) — село у Зольському районі Кабардино-Балкарії Російської Федерації.
Орган місцевого самоврядування — сільське поселення Залукодес. Населення становить 1624 особи.

## Історія
Згідно із законом від 27 лютого 2005 року органом місцевого самоврядування є сільське поселення Залукодес.

## Населення
| 2002 | 2010  |
| ---- | ----- |
| 1621 | ↗1624 |